# WLDGE
WLDGE (Workdatei Liegenschaftskataster Daten-Gewinnung Entschlüsselt) ist das Standard-Schnittstellenformat für Auszüge aus dem Automatisierten Liegenschaftsbuch (ALB). Es wird von allen Bundesländern in Deutschland einheitlich verwendet, soll in Zukunft aber durch das ALKIS abgelöst werden, welches dann neben den ALB-Daten auch Angaben aus der Automatisierten Liegenschaftskarte enthält. Die Normbasierte Austauschschnittstelle ist dann das neue Schnittstellenstandard.
Die WLDGE-Datensätze haben einen klar definierten Aufbau und sind mit einem normalen Texteditor einsehbar. Angaben zum Grundbuchbestand, zu Flurstücksnummern, Nutzungsarten und Eigentümern sind enthalten.

## Aufbau
Jede Zeile der WLDGE-Datei beginnt mit einer Kennziffer, welche die verschiedenen Bereiche der ALB-Daten ausweist: Daten zum Grundbuchbestand beginnen mit der Kennziffer 2, der folgende Daten nachgestellt sind: der Grundbuchschlüssel bestehend aus der Grundbuchbezirksnummer und der Grundbuchblattnummer, einer Namensnummer, dem Eigentümernamen mit Anschrift und Geburtsdatum sowie den zur Grundbuchblattnummer gehörenden Flurstücke. Die Flurstücksangaben beginnen mit der Kennungen 3: nach Nennung des Flurstückschlüssels folgen Angaben zur Entstehung und Fortführung des Flurstücks, anschließend die Katasterfläche, Aktualität, grundlegende Flurkarte, Hoch- und Rechtswert, Finanz- und Forstamt, Lagebezeichnung, Nutzungsarten und Eigentumsart. Am Ende der WLDGE-Datei werden in den Satzarten mit den Dateikennungen 7, 8 und 9 Entschlüsselungen – zum Beispiel zur Eigentumsart – geliefert.